# Mistrovství světa v rychlobruslení juniorů 2012

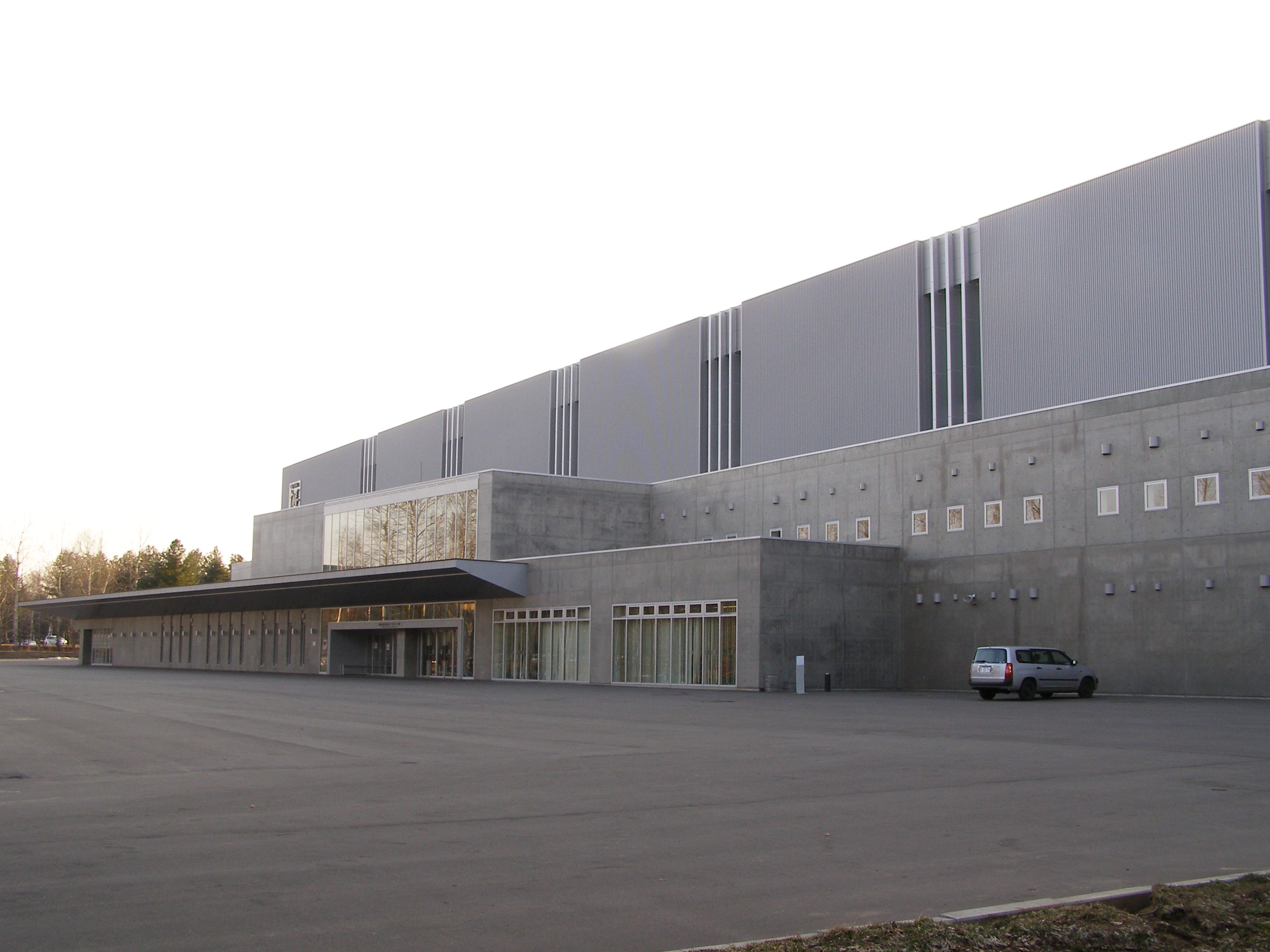
Rychlobruslařská hala Meiji Hokkaido-Tokachi Oval v Obihiru

Mistrovství světa v rychlobruslení juniorů 2012 se konalo od 2. do 4. března 2012 v rychlobruslařské hale Meiji Hokkaido-Tokachi Oval v japonském Obihiru. Celkově se jednalo o 41. světový šampionát pro chlapce a 40. pro dívky. Českou výpravu tvořila Karolína Erbanová.
| Program                                                  | Program                                                                    | Program                                                         |
| -------------------------------------------------------- | -------------------------------------------------------------------------- | --------------------------------------------------------------- |
| 2. března                                                | 3. března                                                                  | 4. března                                                       |
| 500 m dívky 500 m chlapci 1 500 m dívky 3 000 m chlapci2 | 500 m chlapci1 1 000 m dívky 1 500 m chlapci 3 000 m dívky 5 000 m chlapci | 500 m dívky1 1 000 m chlapci1 družstva chlapci1 družstva dívky1 |

1 závody, které se nezapočítávaly do víceboje
2 závod, který byl pouze součástí víceboje

## Chlapci
| Pořadí           | Jméno                       | Země        | Čas 1       | Čas 2       | Celkový čas |
| ---------------- | --------------------------- | ----------- | ----------- | ----------- | ----------- |
| Zlatá medaile    | Laurent Dubreuil            | Kanada      | 35,62 (1.)  | 35,50 (1.)  | 71,120      |
| Stříbrná medaile | Cubasa Hasegawa             | Japonsko    | 35,63 (2.)  | 36,14 (2.)  | 71,770      |
| Bronzová medaile | Kim Wu-čin                  | Jižní Korea | 36,15 (3.)  | 36,14 (3.)  | 72,290      |
| 4.               | Tommi Pulli                 | Finsko      | 36,28 (4.)  | 36,39 (6.)  | 72,670      |
| 5.               | Ča Min-kju                  | Jižní Korea | 36,54 (5.)  | 36,25 (4.)  | 72,790      |
| 6.               | Konstantin Nikitin          | Rusko       | 36,56 (6.)  | 36,29 (5.)  | 72,850      |
| 7.               | Håvard Holmefjord Lorentzen | Norsko      | 36,78 (12.) | 36,73 (7.)  | 73,510      |
| 8.               | Sung Ťing-jang              | Tchaj-wan   | 36,73 (9.)  | 36,80 (8.)  | 73,530      |
| 9.               | Niels Olivier               | Nizozemsko  | 36,90 (13.) | 36,85 (10.) | 73,750      |
| 10.              | Tacuja Ogino                | Japonsko    | 36,90 (10.) | 36,85 (9.)  | 73,910      |

| Pořadí           | Jméno                       | Země        | Celkový čas |
| ---------------- | --------------------------- | ----------- | ----------- |
| Zlatá medaile    | Håvard Holmefjord Lorentzen | Norsko      | 1:11,24     |
| Stříbrná medaile | Tommi Pulli                 | Finsko      | 1:11,30     |
| Bronzová medaile | Laurent Dubreuil            | Kanada      | 1:11,32     |
| 4.               | Kim Wu-čin                  | Jižní Korea | 1:11,36     |
| 5.               | Kim Čin-su                  | Jižní Korea | 1:11,46     |
| 6.               | Thomas Krol                 | Nizozemsko  | 1:11,48     |
| 7.               | Konstantin Nikitin          | Rusko       | 1:11,68     |
| 8.               | Takuro Oda                  | Japonsko    | 1:12,20     |
| 9.               | Kai Verbij                  | Nizozemsko  | 1:12,54     |
| 10.              | Ča Min-kju                  | Jižní Korea | 1:12,57     |

| Pořadí           | Jméno                       | Země        | Celkový čas |
| ---------------- | --------------------------- | ----------- | ----------- |
| Zlatá medaile    | Sverre Lunde Pedersen       | Norsko      | 1:49,14     |
| Stříbrná medaile | Thomas Krol                 | Nizozemsko  | 1:49,80     |
| Bronzová medaile | Håvard Holmefjord Lorentzen | Norsko      | 1:50,40 (1) |
| 4.               | Tommi Pulli                 | Finsko      | 1:50,40 (2) |
| 5.               | Kai Verbij                  | Nizozemsko  | 1:50,47     |
| 6.               | Kim Čin-su                  | Jižní Korea | 1:50,96     |
| 7.               | Šóta Nakamura               | Japonsko    | 1:51,67     |
| 8.               | Jang Fan                    | Čína        | 1:51,89     |
| 9.               | Takuro Oda                  | Japonsko    | 1:51,96     |
| 10.              | David Andersson             | Švédsko     | 1:52,21     |

| Pořadí | Jméno                       | Země        | Celkový čas |
| ------ | --------------------------- | ----------- | ----------- |
| 1.     | Sverre Lunde Pedersen       | Norsko      | 3:46,70     |
| 2.     | Simen Spieler Nilsen        | Norsko      | 3:51,59     |
| 3.     | Kristian Reistad Fredriksen | Norsko      | 3:52,30     |
| 4.     | Kim Čchol-min               | Jižní Korea | 3:52,59     |
| 5.     | Emery Lehman                | USA         | 3:53,78     |
| 6.     | David Andersson             | Švédsko     | 3:54,24     |
| 7.     | Šóta Nakamura               | Japonsko    | 3:55,76     |
| 8.     | Andrea Giovannin            | Itálie      | 3:56,12     |
| 9.     | Thomas Krol                 | Nizozemsko  | 3:56,84     |
| 10.    | Jorjan Jorritsma            | Nizozemsko  | 3:57,44     |

| Pořadí           | Jméno                 | Země        | Celkový čas |
| ---------------- | --------------------- | ----------- | ----------- |
| Zlatá medaile    | Sverre Lunde Pedersen | Norsko      | 6:35,03     |
| Stříbrná medaile | Simen Spieler Nilsen  | Norsko      | 6:44,50     |
| Bronzová medaile | Kim Čchol-min         | Jižní Korea | 6:44,61     |
| 4.               | David Andersson       | Švédsko     | 6:45,91     |
| 5.               | Emery Lehman          | USA         | 6:46,18     |
| 6.               | Andrea Giovannin      | Itálie      | 6:50,70     |
| 7.               | Thomas Krol           | Nizozemsko  | 6:52,35     |
| 8.               | Šóta Nakamura         | Japonsko    | 6:52,67     |
| 9.               | I Čin-jong            | Jižní Korea | 6:55,24     |
| 10.              | Stefan Due Schmidt    | Dánsko      | 6:56,40     |

| Pořadí           | Jméno | Čas ve finále | Čas v rozjížďce |
| ---------------- | --- | ------------- | --------------- |
| Zlatá medaile    | Norsko Sverre Lunde Pedersen, Håvard Holmefjord Lorentzen, Simen Spieler Nilsen, Kristian Reistad Frederiksen | 3:54,02       | 3:52,11         |
| Stříbrná medaile | Jižní Korea Kim Čin-su, Kim Čchol-min, I Čin-jong                                                             | 3:55,69       | 3:53,75         |
| Bronzová medaile | Nizozemsko Thomas Krol, Jorjan Jorritsma, Kai Verbij                                                          | 3:56,34       | 3:56,30         |
| 4.               | Itálie Andrea Giovannini, Andrea Stefani, Nicola Tumolero                                                     | 3:58,94       | 3:57,93         |
| 5.               | Japonsko Koujuu Macui, Šóta Nakamura, Takuro Oda                                                              | —             | 3:58,49         |
| 6.               | Čína Yang Fan, Lin Chao-tchien, Jang Čeng-tung                                                                | —             | 4:01,87         |
| 7.               | USA Chris Anderson, Emery Lehman, Steven Hartman                                                              | —             | 4:05,30         |
| 8.               | Kazachstán Alexandr Klenko, Vitalij Zagorodko, Andrej Pak                                                     | —             | 4:07,28         |
| 9.               | Kanada Daniel Dubreuil, François Dery, Alexandre Déry                                                         | —             | 4:08,82         |
| 10.              | Finsko Tommi Pulli, Verneri Kinnunen, Juho Vaittinen                                                          | —             | 4:12,18         |

### Celkové výsledky víceboje
- Závodu se zúčastnilo 29 závodníků.

| Pořadí           | Jméno                       | Země        | 500 m       | 3 000 m       | 1 500 m       | 5 000 m       | Počet bodů |
| Zlatá medaile    | Sverre Lunde Pedersen       | Norsko      | 36,95 (5.)  | 3:46,70 (1.)  | 1:49,14 (1.)  | 6:35,03 (1.)  | 150,616    |
| Stříbrná medaile | Thomas Krol                 | Nizozemsko  | 36,76 (4.)  | 3:56,84 (9.)  | 1:49,80 (2.)  | 6:52,35 (7.)  | 154,068    |
| Bronzová medaile | Simen Spieler Nilsen        | Norsko      | 37,38 (8.)  | 3:51,59 (2.)  | 1:53,05 (13.) | 6:44,50 (2.)  | 154,111    |
| 4.               | David Andersson             | Švédsko     | 37,34 (7.)  | 3:54,24 (6.)  | 1:52,21 (8.)  | 6:45,91 (4.)  | 154,374    |
| 5.               | Šóta Nakamura               | Japonsko    | 36,95 (5.)  | 3:55,76 (7.)  | 1:51,67 (5.)  | 6:52,67 (8.)  | 154,733    |
| 6.               | Kim Čin-su                  | Jižní Korea | 36,58 (1.)  | 3:57,59 (11.) | 1:50,96 (4.)  | 6:56,77 (12.) | 154,841    |
| 7.               | Kim Čchol-min               | Jižní Korea | 38,18 (17.) | 3:52,59 (4.)  | 1:52,93 (12.) | 6:44,61 (3.)  | 155,049    |
| 8.               | Kai Verbij                  | Nizozemsko  | 36,71 (2.)  | 3:58,28 (16.) | 1:50,47 (3.)  | 7:00,75 (17.) | 155,321    |
| 9.               | Kristian Reistad Fredriksen | Norsko      | 37,45 (9.)  | 3:52,30 (3.)  | 1:52,67 (10.) | 6:56,43 (11.) | 155,365    |
| 10.              | Takuro Oda                  | Japonsko    | 36,74 (3.)  | 3:58,16 (15.) | 1:51,96 (7.)  | 6:56,91 (13.) | 155,444    |

## Dívky
| Pořadí           | Jméno                 | Země        | Čas 1       | Čas 2       | Celkový čas |
| ---------------- | --------------------- | ----------- | ----------- | ----------- | ----------- |
| Zlatá medaile    | Karolína Erbanová     | Česko       | 39,63 (3.)  | 39,27 (1.)  | 78,900      |
| Stříbrná medaile | Kim Hjon-jong         | Jižní Korea | 39,41 (1.)  | 39,78 (3.)  | 79,190      |
| Bronzová medaile | Miho Takagiová        | Japonsko    | 39,60 (2.)  | 39,84 (5.)  | 79,440      |
| 4.               | Kako Jamaneová        | Japonsko    | 39,83 (5.)  | 39,82 (4.)  | 79,650      |
| 5.               | Kate Hanlyová         | Kanada      | 40,06 (7.)  | 39,77 (2.)  | 79,830      |
| 6.               | Taťjana Karannikovová | Rusko       | 39,70 (4.)  | 40,33 (8.)  | 80,030      |
| 7.               | Vanessa Bittnerová    | Rakousko    | 39,92 (6.)  | 40,18 (7.)  | 80,100      |
| 8.               | Bo van der Werffová   | Nizozemsko  | 40,31 (9.)  | 40,10 (6.)  | 80,410      |
| 9.               | Saori Toiová          | Japonsko    | 40,37 (10.) | 40,44 (11.) | 80,810      |
| 10.              | Letitia de Jongová    | Nizozemsko  | 40,81 (12.) | 40,38 (10.) | 81,190      |

| Pořadí           | Jméno                 | Země        | Celkový čas |
| ---------------- | --------------------- | ----------- | ----------- |
| Zlatá medaile    | Miho Takagiová        | Japonsko    | 1:17,69     |
| Stříbrná medaile | Karolína Erbanová     | Česko       | 1:18,14     |
| Bronzová medaile | Kate Hanlyová         | Kanada      | 1:18,82     |
| 4.               | Antoinette de Jongová | Nizozemsko  | 1:19,43     |
| 5.               | Bo van der Werffová   | Nizozemsko  | 1:19,92     |
| 6.               | Kim Po-rum            | Jižní Korea | 1:19,93     |
| 7.               | Kim Hjon-jong         | Jižní Korea | 1:20,00     |
| 8.               | Nana Takagiová        | Japonsko    | 1:20,05     |
| 9.               | Vanessa Bittnerová    | Rakousko    | 1:20,18     |
| 10.              | Pak To-jong           | Jižní Korea | 1:20,34     |

| Pořadí           | Jméno                 | Země        | Celkový čas |
| ---------------- | --------------------- | ----------- | ----------- |
| Zlatá medaile    | Karolína Erbanová     | Česko       | 2:00,45     |
| Stříbrná medaile | Kim Po-rum            | Jižní Korea | 2:00,67     |
| Bronzová medaile | Pien Keulstraová      | Nizozemsko  | 2:01,03     |
| 4.               | Pak To-jong           | Jižní Korea | 2:01,10     |
| 5.               | Miho Takagiová        | Japonsko    | 2:01,24     |
| 6.               | Antoinette de Jongová | Nizozemsko  | 2:01,80     |
| 7.               | Nana Takagiová        | Japonsko    | 2:03,11     |
| 8.               | Reina Anemaová        | Nizozemsko  | 2:03,86     |
| 9.               | Kate Hanlyová         | Kanada      | 2:04,81     |
| 10.              | Vanessa Bittnerová    | Rakousko    | 2:05,22     |

| Pořadí           | Jméno                 | Země        | Celkový čas |
| ---------------- | --------------------- | ----------- | ----------- |
| Zlatá medaile    | Pak To-jong           | Jižní Korea | 4:08,48     |
| Stříbrná medaile | Kim Po-rum            | Jižní Korea | 4:10,07     |
| Bronzová medaile | Pien Keulstraová      | Nizozemsko  | 4:11,86     |
| 4.               | Miho Takagiová        | Japonsko    | 4:14,63     |
| 5.               | Antoinette de Jongová | Nizozemsko  | 4:15,52     |
| 6.               | Im Čong-su            | Jižní Korea | 4:20,07     |
| 7.               | Anna Černovová        | Rusko       | 4:21,04     |
| 8.               | Nana Takagiová        | Japonsko    | 4:21,89     |
| 9.               | Karolína Erbanová     | Česko       | 4:22,35     |
| 10.              | Josie Spenceová       | Kanada      | 4:24,30     |

### Stíhací závod družstev
- Závod nebyl součástí víceboje.
- Závodu se zúčastnilo 9 týmů.

| Pořadí           | Jméno                                                                               | Čas ve finále | Čas v rozjížďce |
| ---------------- | ----------------------------------------------------------------------------------- | ------------- | --------------- |
| Zlatá medaile    | Jižní Korea Pak To-jong, Kim Po-rum, Im Čong-su                                     | 3:07,36       | 3:08,15         |
| Stříbrná medaile | Japonsko Miho Takagiová, Nana Takagiová, Saori Toiová, Risa Takajamaová             | 3:13,67       | 3:11,29         |
| Bronzová medaile | Rusko Anna Černovová, Alexandra Ščelkonogovová, Olesja Černegová, Taťjana Ušakovová | 3:14,41       | 3:16,16         |
| 4.               | Kanada Kate Hanlyová, Josie Spenceová, Heather McLeanová                            | 3:16,02       | 3:15,52         |
| 5.               | USA Petra Ackerová, Hannah Curwinová, Jaclyn Roweová                                | —             | 3:16,23         |
| 6.               | Kazachstán Irina Šumichinová, Marina Ivanovová, Julija Gončarová                    | —             | 3:17,82         |
| 7.               | Čína Wang Ťien-lu, Sü Le, Tchang Wen                                                | —             | 3:20,93         |
| 8.               | Bělorusko Taťjana Stambrovská, Anna Romaněnková, Taťjana Artmová                    | —             | 3:31,90         |
| 9.               | Nizozemsko Antoinette de Jongová, Reina Anemaová, Pien Keulstraová                  | —             | DNF             |

### Celkové výsledky víceboje
- Závodu se zúčastnilo 32 závodnic.

| Pořadí           | Jméno                 | Země        | 500 m       | 1 500 m       | 1 000 m       | 3 000 m       | Počet bodů |
| Zlatá medaile    | Miho Takagiová        | Japonsko    | 39,60 (1.)  | 2:01,24 (5.)  | 1:17,69 (1.)  | 4:14,63 (4.)  | 161,296    |
| Stříbrná medaile | Karolína Erbanová     | Česko       | 39,63 (2.)  | 2:00,45 (1.)  | 1:18,14 (2.)  | 4:22,35 (9.)  | 162,575    |
| Bronzová medaile | Kim Po-rum            | Jižní Korea | 41,23 (13.) | 2:00,67 (2.)  | 1:19,93 (6.)  | 4:10,07 (2.)  | 163,096    |
| 4.               | Antoinette de Jongová | Nizozemsko  | 40,25 (5.)  | 2:01,80 (6.)  | 1:19,43 (4.)  | 4:15,52 (5.)  | 163,151    |
| 5.               | Pak To-jong           | Jižní Korea | 41,36 (15.) | 2:01,10 (4.)  | 1:20,34 (9.)  | 4:08,48 (1.)  | 163,309    |
| 6.               | Pien Keulstraová      | Nizozemsko  | 41,67 (19.) | 2:01,03 (3.)  | 1:20,83 (10.) | 4:11,86 (3.)  | 164,404    |
| 7.               | Nana Takagiová        | Japonsko    | 40,72 (7.)  | 2:03,11 (7.)  | 1:20,05 (7.)  | 4:21,89 (8.)  | 165,429    |
| 8.               | Kate Hanlyová         | Kanada      | 40,06 (4.)  | 2:04,81 (8.)  | 1:18,82 (3.)  | 4:34,69 (21.) | 166,854    |
| 9.               | Vanessa Bittnerová    | Rakousko    | 39,92 (3.)  | 2:05,22 (9.)  | 1:20,18 (8.)  | 4:34,33 (18.) | 167,471    |
| 10.              | Bo van der Werffová   | Nizozemsko  | 40,31 (6.)  | 2:06,38 (12.) | 1:19,92 (5.)  | 4:32,60 (16.) | 167,829    |